# Hotel Estelar Bocagrande
Das Hotel Estelar Bocagrande in Cartagena de Indias an der kolumbianischen Karibikküste ist ein Fünf-Sterne-Hotel und seit 2017 das zweithöchste Gebäude Kolumbiens. Es befindet sich westlich, außerhalb der Altstadt, auf der Halbinsel Bocagrande direkt am Strand. Das Hotel wurde zwischen 2013 und 2016 gebaut, ist 202 m hoch mit 52 Stockwerken und beherbergt auch ein Kongresszentrum für 2.000 Menschen. Eigentümer ist die Hotelgruppe Hoteles Estelar der kolumbianischen Grupo Aval.
Das Gebäude ist in zwei unabhängige Teile unterteilt. Im ersten Teil, zwischen den Stockwerken 1 und 10, sind die Säle für Kongresse und Ausstellungen mit verschiedenen Größen und Räumlichkeiten für kleinere gesellschaftliche Veranstaltungen untergebracht. Im zweiten Teil, ab Etage 11, befindet sich das eigentliche Hotel mit Rezeption und den 338 Zimmern sowie dem Business Center. In der 51. Etage ist einen Aussichtspunkt mit einer vollständigen Sicht auf die Stadt.